# Битва в проливе Норян (фильм)
«Битва в проливе Норян» (кор. 노량: 죽음의 바다) — южнокорейский военно-исторический художественный фильм режиссёра Ким Ханмина, вышедший в прокат 20 декабря 2023 года. Это третий и заключительный фильм из трилогии Ханмина о значимых эпизодах Имдинской войны конца XVI в. и корейском флотоводце Ли Сунсине. Первые два, «Битвы за Мён Рян» и «Битва у острова Хансан» выходили в 2014 и 2022 годах соответственно.
Сюжет кинокартины сосредоточен на предшествующих битве событиях и собственно последнем крупном столкновении, произошедшем в декабре 1598 года, в котором сошлись флот Кореи в союзе с китайскими флотоводцами Империи Мин и военно-морские силы Японии, стремящиеся захватить Чосон. Главную роль адмирала Ли Сунсина на этот раз сыграл Ким Юн Сок, в каждом из фильмов трилогии эту роль играли разные актёры. Таким образом постановщик хотел подчеркнуть предполагаемые особенности характера флотоводца в различные периоды его жизни.

## В ролях
- Ким Юн Сок — адмирал флота Чосон Ли Сунсин[6]
- Пэк Юн Щик — командир японских сил вторжения Симадзу Ёсихиро[6]
- Чон Джэ Ён — адмирал китайского флота Чэнь Линь[6]
- Хо Джун Хо — вице-адмирал китайского флота Дэн Цзилун[6]

## Создание
Представители компании Big Stone Pictures подтвердили планы на производство продолжений сразу после приличных сборов и популярности «Битвы за Мён Рян».

### Комментарии
1. ↑  Название Корейского государства в 1392 — 1897 годах.